# Georg Emmerich Antal Filho
Georg Emmerich Antal Filho (Recife, 6 de novembro de 1984) é um jogador de voleibol brasileiro praticante da modalidade de voleibol de praia e voleibol de quadra. Representou a Seleção Brasileira nas categorias de base sendo vice-campeão brasileiro Sub-21 (Rio de Janeiro - RJ) e 3ª lugar no Campeonato Sul-Americano de voleibol de praia (em Montevidéu).

## Carreira
Em 2002 foi convocado para a Seleção Brasileira a disputar o Campeonato Sul-Americano de Vôlei de Praia em Montevidéu onde ficou com a terceira colocação ao lado de Ricardo Alexandre Silva.
No ano de 2004 foi Vice Campeão no Campeonato Brasileiro Sub-21 de Vôlei de Praia, no Rio de Janeiro.
No ano seguinte jogou as etapas do Circuito Brasileiro de Voleibol de Praia, com Oscar Brandão, em Campo Grande e Fortaleza e com os conterrâneos Francismar Adriano em Recife e Lula em Maceió e Vila Velha, últimas duas etapas de 2005.
Em 2006 no Circuito Brasileiro de Voleibol de Praia começou o ano ao lado de Fábio Guerra em que na etapa em Joinville terminaram na quarta colocação (depois de um tie-break dramático contra o campeão olímpico Nalbert Bitencourt e Luizão) e  Guarulhos. Depois jogou com Valério Gama “Parazinho” em Porto Alegre, Fabiano Melo, na etapa de Cuiabá, Lipe Rodrigues na etapa de Maceió e com o atleta olímpico Benjamin Insfran, após lesão do seu parceiro atual, o campeão olímpico Tande, na etapa de Fortaleza. As últimas duas etapas João Pessoa e Brasília ao lado de Guto Dulisnk.
No ano seguinte no jogou duas etapas do Circuito Brasileiro de Voleibol de Praia ao lado de Valdênio, em especial em Londrina e com Adriano Fonseca nas etapas de Brasília e Santos.
Em 2008 decidiu se arriscar no voleibol de quadra (indoor) Europeu. Seu 1º contrato foi na Finlândia pela equipe East Volley na cidade de Savonlinna, na temporada 2008/2009 jogou no Middelfart Volleyball Klub – Dinamarca, em 2010 no Alanya Belediye Spor - Turquia, em 2013 no Amiens Volleyball - França e no Vegyész RC Kazincbarcika - Hungria no ano de 2014/15, onde conquistou o 3º lugar no Campeonato Húngaro.
Durante esse tempo, começou a estudar o curso de Direito na Faculdade Maurício de Nassau, durante as férias do Voleibol Europeu. Representou a Faculdade Maurício de Nassau nos Jogos Universitários Brasileiros (JUBS), conquistando o terceiro lugar na Praia de Copacabana, Rio de Janeiro em 2011.
No fim de 2017 decidiu se mudar para Dublin, Irlanda, para trabalhar e jogar os torneios do país.
Compete no Campeonato Irlandês em que se consagrou campeão em 2018.

## Títulos e resultados
- Sul-Americano de Vôlei de Praia (Uruguai - 2002)[2]
- Circuito Brasileiro de Voleibol de Praia Sub-21 (Rio de Janeiro - 2004)
- Circuito Brasileiro de Voleibol de Praia (Joinville - 2006)
- Copa da Dinamarca (2009)[50]
- Jogos Universitários Brasileiros (JUBS) – (Rio de Janeiro – 2011)[48]
- Campeonato Húngaro (2015)[46]
- Campeonato Irlandês (2018)[49]